# Biotehniški center Naklo
Biotehniški center Naklo je srednja in visoka šola ter zavod za izobraževanje odraslih. Je javna ustanova, ki je fokusirana na 4. področja: izobraževanje, agrikulturo, ekonomijo in zaposlovanje. V Gorenjski regiji je največji center, ki je specializiran za pridelavo in predelavo hrane, ter kmetijskih poklicev. Zgrajena je bila leta 2007. Na svoji posesti ima 2. hleva (za konje in govedo), sadovnjak s panji in kurniki, 2. rastlinjaka (eden tudi z akvaponiko) ter polja-23ha namenjena praksi dijakov in študentov kmetijskega programa, mlekarska in sadjarska delavnica, laboratoriji (mikrobiološki, kemijski, analiza živil in kmetijski), telovadnica in jedilnica s svojo kuhinjo.